# Настъпление в Кордоба
Настъплението в Кордоба е неуспешна офанзива на републиканците срещу град Кордоба, контролиран от националистите по време на Гражданската война в Испания.

## Предпоставки
На 18 юли военният губернатор на Кордоба, Сириако Каскахо, започва преврат в града, обстрелвайки гражданското правителство и арестувайки гражданския губернатор Родригес де Леон. След това той и офицерът от гражданската гвардия Бруно Ибанес, извършват кървави репресии (през първите седмици са екзекутирани 2 000 души). През втората седмица на август националистическите войски са подсилени от 400 редовни войници, които, водени от полковник Хосе Енрике Варела, след превземането на Уелва, започват атака на изток от Севиля срещу Гранада. След като е установен коридор към града, Варела се подготвя да атакува Малага. В този момент Републиканската армия започва настъпление, за да си върне Кордоба.

## Офанзивата
Републиканските сили, водени от генерал Хосе Миаха, се състоят от 3 000 души, главно редовни войски, гражданска гвардия, милиционери от Мадрид и местни доброволци. Срещу тях националистите имат малките сили на командира в Кордоба, полковник Каскахо, и частите на полковник Варела. Националистите също имат един DC-2 и няколко бомбардировача Savoia-Marchetti SM.81 Pipistrello.
Настъплението на силите на Миаха започва на 5 август, но напредването им е много бавно и осигурява само малки градове като Адамус и Пособланко. Републиканската атака срещу Кордоба започва на 20 август. Републиканските войски достигат портите на Кордоба (5 км от града), но са отблъснати и атаката се проваля на 22 август. Според авторът Томас офанзивата се проваля, поради умелото използване на италианските бомбардировачи и защото Каскахо заплашва да екзекутира семейството на Миаха, които са в Кордоба. Според Бийвър атаката се е провалила поради некомпетентността на Миаха и републиканските професионални офицери. Освен това, много от офицерите на Миаха всъщност са поддръжници на националистите (адютантът на Миаха се надява да пресече линиите и на 23 август капитан Антонио Репарас дезертира с 200 граждански гвардейци).

## Последица
Националистическите репресии в градовете, овладени за кратко от републиканците са много жестоки. В град Палма дел Рио местен земевладелец убива 300 привърженици на Републиката (републиканците убиват 42 привърженици на националистите там). След националистическа контраофанзива през септември фронтът в Кордоба е стабилизиран.